# کاراگپور
کاراگپور  تلفظ راهنما·اطلاعات؛ (بنگالی: খড়্গপুর؛ انگلیسی: Kharagpur) یک شهر مهم صنعتی در بخش پاسچیم مدینی پور در غرب بنگال در کشور هند است. کاراگپور یک شهر چند فرهنگی و بین‌المللی است و پرجمعیت‌ترین شهر منطقه پاسچیم مدینیپور است. اولین دانشگاه از مجموعه موسسات فناوری هند (IIT) که از موسسات دارای اهمیت ملی هستند در مه سال ۱۹۵۰ در این شهر تأسیس شد.

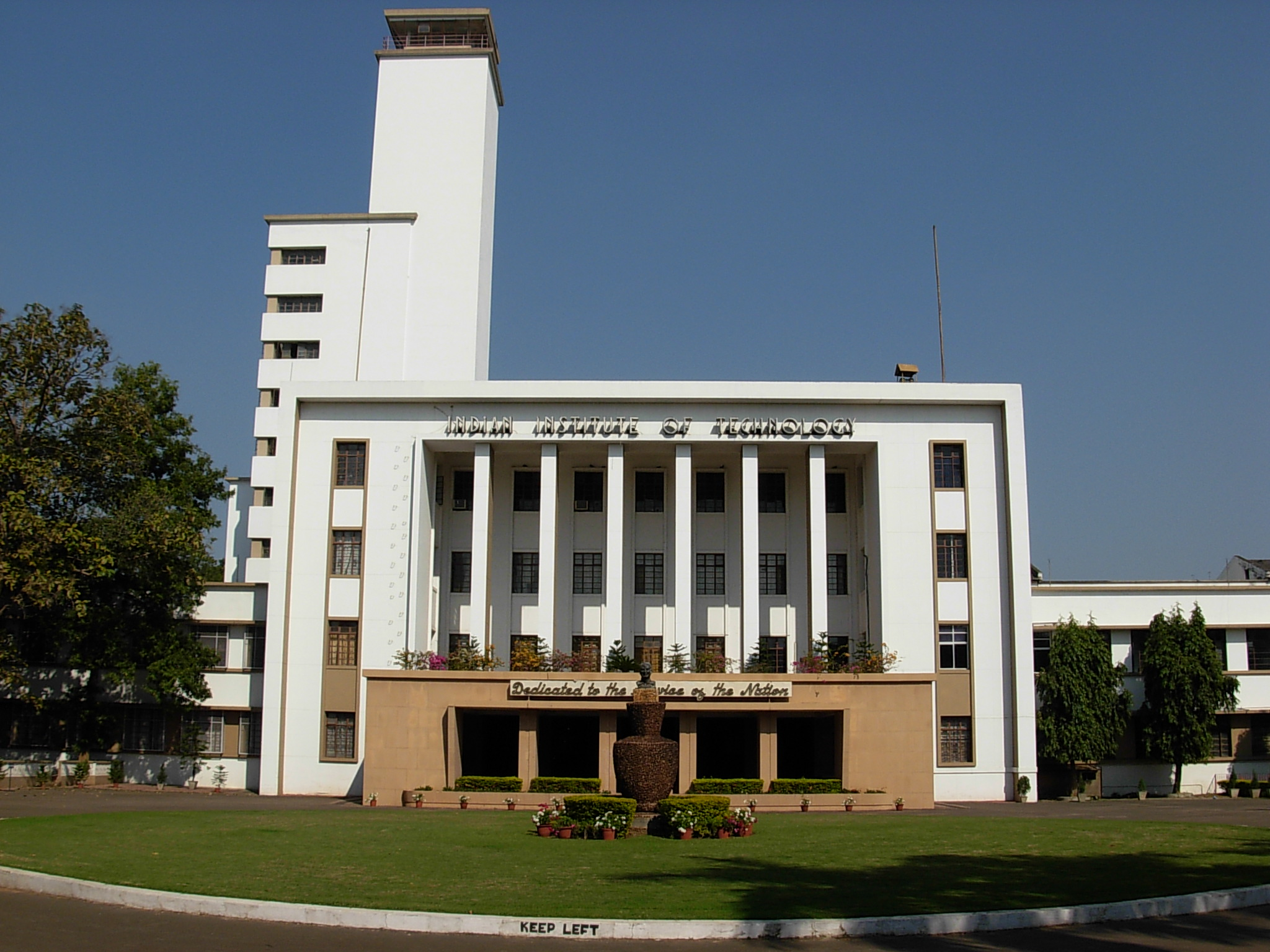
ساختمان اصلی مؤسسه فناوری هند کاراگپور

کاراگپور ۱۱۶ متر از کلکته فاصله دارد و ایستگاه مهمی در جاده و راه آهن مسیر هاورا-بمبئی و هاورا-چنای به‌شمار می‌رود. این شهر همچنین دارای یکی از بزرگترین کارگاه‌های راه آهن در هند است و سومین طولانی‌ترین سکوی راه آهن در جهان (۱۰۷۲٫۵ متر) را داراست. کاراگپور دارای دو پایگاه نیروی هوایی است.

## آب و هوا
آب و هوای کاراگپور مرطوب گرمسیری و آب و هوای خشک است. گرما و رطوبت تابستان در ماه مارس با درجه حرارت متوسط نزدیک به ۳۰ درجه سانتی‌گراد (۸۶ °F) شروع می‌شود. پس از آن فصل بارش‌های موسمی است با حدود ۱۱۴۰ میلی‌متر (۴۵ اینچ) بارندگی. زمستان کوتاه است اما سرد و از دسامبر تا اواسط ماه فوریه با درجه حرارت متوسط حدود ۲۲ درجه سانتی‌گراد (۷۲ °F) به طول می‌انجامد. مجموع بارش سالانه در حدود ۱۴۰۰ میلی‌متر (۵۵ اینچ) است.